# Blue Streak (film)
Blue Streak is een Amerikaanse komische actiefilm uit 1999 onder regie van Les Mayfield.

## Verhaal
Drie bankrovers stelen een diamant met een waarde van zeventien miljoen dollar. Het trio wordt daarbij betrapt en vlucht voor de politie. Miles Logan is een van de dieven. Voor de politie hem pakt, verstopt hij de diamant in een kruipruimte op een bouwwerf.
Wanneer Logan na twee jaar gevangenisstraf vrijkomt, wil hij de diamant ophalen. Op het bewuste bouwwerf blijkt sindsdien alleen een politiebureau opgetrokken. Logan verkleedt zich daarom als agent en doet zich voor als 'rechercheur Malone'. Hij doet zijn werk daarbij per ongeluk zo goed, dat hij tot teamleider van de politiedienst diefstal wordt benoemd. Logan krijgt bovendien een partner die juist benoemd is tot rechercheur, Carlson.
Deacon was een van Logans mede-overvallers en is op zoek naar hem om juist Logan de diamant te ontfutselen. Tijdens een drugslevering gaat hij mee als chauffeur. Dit leidt tot een confrontatie tussen de politie en de drugsmaffia. Logan vermoordt Deacon aan de grens in Mexico. Vlak voor de grens heeft Carlson door wie zijn partner echt is. Hij kan alleen niets doen. Logan staat namelijk in Mexico en hij in de Verenigde Staten. Ze nemen afscheid van elkaar en Logan gaat met zijn diamant Mexico in.

## Rolverdeling
| Acteur              | Personage            |
| ------------------- | -------------------- |
| Martin Lawrence     | Miles Logan          |
| Luke Wilson         | Carlson              |
| Peter Greene        | Deacon               |
| Dave Chappelle      | Tulley               |
| Nicole Ari Parker   | Melissa Green        |
| Graham Beckel       | Rizzo                |
| Robert Miranda      | Glenfiddish          |
| Olek Krupa          | Jean LaFleur         |
| Saverio Guerra      | Benny                |
| Richard C. Sarafian | Oom Lou              |
| Tamala Jones        | Janiece              |
| Julio Oscar Mechoso | Detective Diaz       |
| Steve Rankin        | FBI-Agent Gray       |
| Carmen Argenziano   | Captain Penelli      |
| John Hawkes         | Eddie                |
| Frank Medrano       | Frank                |
| William Forsythe    | Detective Hardcastle |
| Octavia Spencer     | Shawna               |